# Sara Dirnbek
Sara Dirnbek, slovenska dramska in filmska igralka, * 1993.
Odraščala je v Pišecah, kjer je obiskovala tudi tamkajšnjo Osnovno šolo Maksa Pleteršnika. Maturirala je na Gimnaziji Brežice. Na Akademiji za gledališče, radio, film in televizijo Univerze v Ljubljani je diplomirala iz dramske igre in umetniške besede. Sodeluje z več slovenskimi gledlišči, med njimi s Slovenskim mladinskim gledališčem, Mestnim gledališčem ljubljanskim, SNG Dramo Ljubljana, Prešernovim gledališčem Kranj ipd. Odigrala je glavno vlogo v spletni seriji LP, Lena. Leta 2021 je prejela nagrado za mlado igralko na festivalu Borštnikovo srečanje.